# 欧亚大山雀
欧亚大山雀（学名：[Parus major] 错误：{{Lang}}：文本有斜体标记（帮助）），有时也简称大山雀，是山雀屬下的一種鳥類。

## 命名
欧亚大山雀的學名  是由林奈在《自然系統》中命名的。屬名  來自拉丁語，原意即山雀；種加詞  的意思是“大的”。

## 生态环境
欧亚大山雀是一种栖息在山区和平原林间的鸟类，在阔叶林和针叶林中都能听到他们清脆的叫声，夏季他们最高可以分布到海拔3000米的山区，冬季则向低海拔平原地区移动并结成小群活动。

## 分布地域
欧亚大山雀分布于欧洲大部分地區、亚洲、非洲西北部，是广布于古北界的一种鸟类。

## 特征

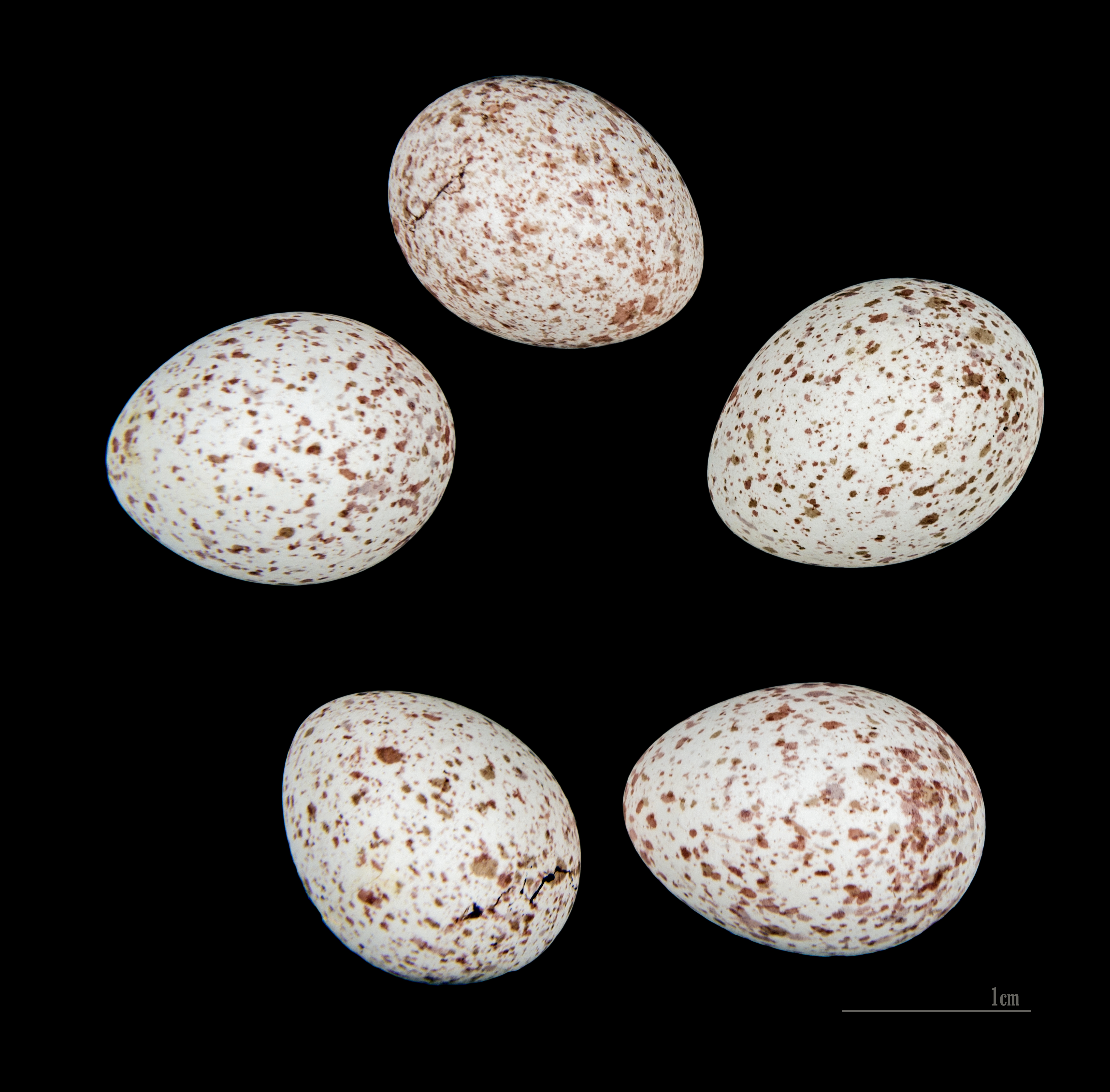
大山雀的卵

欧亚大山雀雄雌同形同色，体形大小与麻雀相似，属于山雀属中体形较大的种类。但本物种的形态与麻雀有较大差别，不似麻雀那般粗笨，显得更加灵秀。成年欧亚大山雀头部整体为黑色，两颊各有一个椭圆形大白斑；头部的黑色在颌下汇聚成一条黑线，这条黑线沿着胸腹的中线一直延伸到下腹部的尾下覆羽，在淡黄绿色胸腹的衬托下，这条黑色的“拉链”颇为抢眼，这也是辨识欧亚大山雀的一个重要特征，也是区分欧亚大山雀与沼泽山雀的重要特征；根据亚种的不同，欧亚大山雀上背的颜色也有很大变化，从纯灰色到橄榄绿色各自不同。飞羽蓝黑色，大覆羽蓝灰色，端部白色，形成一条白色翅斑，依靠这一特征可以将绿色型的欧亚大山雀与近似种绿背山雀相区分，后者具有两道白色翅斑。虹膜、喙、足均为黑色。

### 叫聲
欧亚大山雀善鸣叫，鸣声清脆悦耳，在野外可以依靠其特征性的鸣叫来区分，鸣唱变化较多并有不同含义，但无论何种鸣唱其基调为“仔嘿－仔仔嘿－仔仔嘿嘿”或“仔仔嘿嘿嘿”。

## 繁殖与保护
本物种繁殖季节为3月－8月，4月－5月间开始营巢，营巢于树洞中，巢呈杯状外壁用苔藓、草茎等坚固材料砌成，内垫羊毛、棉花、鬃毛、羽毛等柔软材料。每巢产卵6－9枚，卵呈卵圆形，白色具红斑，由雌鸟负责孵化，孵化期约15日。雏鸟为晚成雏，一年性成熟。
本物种未列入濒危名单，但受到非法鸟类贸易的严重威胁。

## 外部連結
- 大山雀(Parus major (commixtus))鳴聲(1)（页面存档备份，存于） 香港觀鳥會鳥鳴集
- 大山雀(Parus major (commixtus))鳴聲(2)（页面存档备份，存于） 香港觀鳥會鳥鳴集
- 大山雀(Parus major (commixtus))鳴聲(3)（页面存档备份，存于） 香港觀鳥會鳥鳴集
- 大山雀(Parus major (commixtus))鳴聲(4)（页面存档备份，存于） 香港觀鳥會鳥鳴集
- 大山雀的图片 （页面存档备份，存于）